# 13 Reasons Why
13 Reasons Why (estilizado em tela como TH1RTEEN R3ASONS WHY) é uma série de televisão americana baseada no livro Thirteen Reasons Why (2007), de Jay Asher, e adaptado por Brian Yorkey para a Netflix. A série gira em torno do estudante Clay Jensen e as consequências do suicídio de uma estudante, Hannah Baker, após uma série de falhas culminantes, provocadas por indivíduos selecionados dentro de sua escola. Uma caixa de fitas cassetes gravadas por Hannah antes de se suicidar relata treze motivos pelas quais ela tirou sua própria vida.
Diana Son e Brian Yorkey são os showrunners da série. A primeira temporada tem treze episódios. A série é produzida pela July Moon Productions, Kicked to the Curb Productions, Anonymous Content e Paramount Television. Dylan Minnette estrela como Clay Jensen, enquanto Katherine Langford interpreta Hannah Baker. Alisha Boe, Brandon Flynn, Miles Heizer, Christian Navarro, Ross Butler, Devin Druid, Justin Prentice, Amy Hargreaves, Derek Luke, Kate Walsh, Brian d'Arcy James, Timothy Granaderos, Grace Saif, Brenda Strong, Mark Pellegrino, Tyler Barnhardt, Deaken Bluman, Jan Luis Castellanos e Gary Sinise também estrelam. Originalmente planejada como um filme que seria lançado pela Universal Pictures, com Selena Gomez no papel de Hannah, a adaptação foi transformada em uma série de televisão pela Netflix no final de 2015. Selena Gomez serviu como produtora executiva. A primeira temporada, e o especial 13 Reasons Why: Beyond the Reasons, foram lançados na Netflix em 31 de março de 2017.
Por meio de suas várias histórias, o programa explora e retrata uma ampla gama de questões sociais que afetam a juventude moderna, incluindo suicídio, agressão sexual, bullying, racismo, cultura esportiva, saúde mental, dependência de drogas, alcoolismo, violência doméstica, homofobia, deportação, violência policial, uso de esteroides, falta de moradia, HIV, aborto e tiroteios em escolas.
A primeira temporada foi lançada na Netflix em 31 de março de 2017. Recebeu críticas positivas da crítica e do público, que elogiaram seus temas, assuntos e atuação, principalmente as performances de Minnette e Langford. Por sua atuação, Langford recebeu uma indicação ao Globo de Ouro de Melhor Atriz em Série Dramática. No entanto, sua representação gráfica de questões como suicídio, agressão sexual, bullying e estupro (junto com outro conteúdo adulto) gerou preocupações de profissionais de saúde mental. Em resposta, a Netflix adicionou um cartão de aviso e, a partir de março de 2018, um vídeo é reproduzido no início de cada temporada alertando os espectadores sobre os temas da temporada. Em julho de 2019, a Netflix editou a cena do suicídio no episódio final da primeira temporada.
Em maio de 2017, a Netflix renovou 13 Reasons Why para uma segunda temporada devido ao sucesso dos 13 episódios iniciais; a segunda temporada foi lançada em 18 de maio de 2018 e recebeu críticas mistas do público e críticas negativas a mistas. Coincidindo com o lançamento da segunda temporada, a Netflix lançou um vídeo com o elenco que alertou os espectadores sobre alguns dos tópicos abordados na série e forneceu um site de apoio com números de crise para pessoas afetadas por depressão, ansiedade e outros problemas de saúde mental. Uma terceira temporada foi encomendada em junho de 2018 e lançada em 23 de agosto de 2019. Em agosto de 2019, a série foi renovada para uma quarta e última temporada, que estreou em 5 de junho de 2020.
O segundo especial 13 Reasons Why: Beyond the Reasons foi lançado em 18 de maio de 2018. O terceiro e último especial foi lançado em 23 de agosto de 2019, sendo lançado juntamente com a terceira temporada.

## Enredo
Clay Jensen, um estudante, volta para casa da escola um dia, e encontra uma caixa misteriosa deixada na sua varanda. Dentro da caixa, ele encontra sete fitas cassete de dois lados gravadas por Hannah Baker, sua colega de escola e amor não-correspondido, que tragicamente cometeu suicídio duas semanas antes. Na fita, Hannah desenvolve um diário de áudio emocional, detalhando os treze motivos pelos quais ela decidiu se suicidar. Cada fita inclui um motivo para as seguintes pessoas: Justin Foley, Jessica Davis, Alex Standall, Tyler Down, Courtney Crimsen, Marcus Cole, Zach Dempsey, Ryan Shaver, Sheri Holland, o próprio Clay, Bryce Walker e o orientador escolar Kevin Porter. Suas instruções são claras: cada pessoa que recebe a caixa é um dos motivos pelos quais ela se matou. E, depois que cada pessoa termina de escutar as fitas, ela deve passar a caixa para a próxima pessoa. Se alguém decidir quebrar a corrente, um outro conjunto das fitas será vazado para o público. Cada fita se dirige a uma pessoa específica em sua escola e detalha o envolvimento da mesma em seu suicídio.
Na terceira temporada, oito meses após os eventos da temporada anterior, Clay e seus amigos lutam para manter a cobertura de Tyler de sua tentativa de tiro na escola e ajudá-lo em sua recuperação. A tensão aumenta com os sujeitos da fita depois que Bryce é morto com Clay como suspeito. Na quarta e última temporada, Clay começa a desenvolver problemas de saúde mental após as mortes de Bryce e Monty, enquanto os alunos planejam suas entrevistas na faculdade.

## Elenco e personagens
| Ator/Atriz           | Personagem                    | Temporadas   | Temporadas   | Temporadas   | Temporadas   |
| Ator/Atriz           | Personagem                    | 1            | 2            | 3            | 4            |
| -------------------- | ----------------------------- | ------------ | ------------ | ------------ | ------------ |
| Dylan Minnette       | Clay Jensen                   | Principal    | Principal    | Principal    | Principal    |
| Katherine Langford   | Hannah Baker                  | Principal    | Principal    |              | Participação |
| Christian Navarro    | Tony Padilla                  | Principal    | Principal    | Principal    | Principal    |
| Alisha Boe           | Jessica Davis                 | Principal    | Principal    | Principal    | Principal    |
| Brandon Flynn        | Justin Foley                  | Principal    | Principal    | Principal    | Principal    |
| Justin Prentice      | Bryce Walker                  | Principal    | Principal    | Principal    | Principal    |
| Miles Heizer         | Alex Standall                 | Principal    | Principal    | Principal    | Principal    |
| Ross Butler          | Zach Dempsey                  | Principal    | Principal    | Principal    | Principal    |
| Devin Druid          | Tyler Down                    | Principal    | Principal    | Principal    | Principal    |
| Amy Hargreaves       | Lainie Jensen                 | Principal    | Principal    | Principal    | Principal    |
| Derek Luke           | Kevin Porter                  | Principal    | Principal    | Participação |              |
| Kate Walsh           | Olivia Baker                  | Principal    | Principal    | Participação |              |
| Brian d'Arcy James   | Andrew Baker                  | Recorrente   | Principal    |              |              |
| Timothy Granaderos   | Montgomery "Monty" de la Cruz | Recorrente   | Recorrente   | Principal    | Principal    |
| Mark Pellegrino      | Bill Standall                 | Recorrente   | Recorrente   | Recorrente   | Principal    |
| Brenda Strong        | Nora Walker                   |              | Recorrente   | Principal    | Participação |
| Grace Saif           | Amorowat Anysia "Ani" Achola  |              |              | Principal    | Principal    |
| Tyler Barnhardt      | Charlie St. George            |              |              | Recorrente   | Principal    |
| Deaken Bluman        | Winston Williams              |              |              | Participação | Principal    |
| Jan Luis Castellanos | Diego Torres                  |              |              |              | Principal    |
| Gary Sinise          | Dr. Robert Ellman             |              |              |              | Principal    |
| Elenco Recorrente    |                               |              |              |              |              |
| Josh Hamilton        | Matt Jensen                   | Recorrente   | Recorrente   | Recorrente   | Recorrente   |
| Steven Weber         | Gary Bolan                    | Recorrente   | Recorrente   | Recorrente   | Recorrente   |
| Michele Selene Ang   | Courtney Crimsen              | Recorrente   | Recorrente   | Participação | Participação |
| Tommy Dorfman        | Ryan Shaver                   | Recorrente   | Recorrente   |              | Participação |
| Ajiona Alexus        | Sheri Holland                 | Recorrente   | Recorrente   |              |              |
| Steven Silver        | Marcus Cole                   | Recorrente   | Recorrente   |              |              |
| Sosie Bacon          | Skylar "Skye" Miller          | Recorrente   | Recorrente   |              |              |
| Brandon Larracuente  | Jeffrey "Jeff" Atkins         | Recorrente   | Participação |              |              |
| Keiko Agena          | Pam Bradley                   | Recorrente   | Participação |              |              |
| Henry Zaga           | Brad                          | Recorrente   |              |              |              |
| Wilson Cruz          | Dennis Vasquez                | Participação | Recorrente   | Recorrente   |              |
| Austin Aaron         | Lukas "Luke" Holliday         |              | Recorrente   | Recorrente   | Recorrente   |
| R.J. Brown           | Caleb                         |              | Recorrente   | Recorrente   | Recorrente   |
| Bryce Cass           | Cyrus                         |              | Recorrente   | Recorrente   | Participação |
| Chelsea Alden        | Mackenzie                     |              | Recorrente   | Recorrente   |              |
| Anne Winters         | Chlöe Rice                    |              | Recorrente   | Participação | Participação |
| Meredith Monroe      | Carolyn Standall              |              | Recorrente   | Participação | Participação |
| Jake Weber           | Barry Walker                  |              | Recorrente   | Participação |              |
| Brandon Butler       | Scott Reed                    |              | Recorrente   |              | Participação |
| Allison Miller       | Sonya Struhl                  |              | Recorrente   |              |              |
| Samantha Logan       | Nina Jones                    |              | Recorrente   |              |              |
| Kelli O'Hara         | Jackie                        |              | Recorrente   |              |              |
| Ben Lawson           | Rick Wlodimierz               |              | Recorrente   |              |              |
| Benito Martinez      | Xerife Diaz                   |              |              | Recorrente   | Recorrente   |
| Brandon Scott        | Kerba                         |              |              | Recorrente   | Recorrente   |
| Nana Mensah          | Amara Josephine Achola        |              |              | Recorrente   | Participação |
| Bex Taylor-Klaus     | Casey Ford                    |              |              | Recorrente   |              |
| Marcus DeAnda        | Mr. de la Cruz                |              |              | Recorrente   |              |
| Inde Navarrette      | Estela de la Cruz             |              |              |              | Recorrente   |

## Episódios
| Temporada | Temporada | Episódios | Episódios | Originalmente lançado |
| --------- | --------- | --------- | --------- | --------------------- |
|           | 1         | 13        | 13        | 31 de março de 2017   |
|           | 2         | 13        | 13        | 18 de maio de 2018    |
|           | 3         | 13        | 13        | 23 de agosto de 2019  |
|           | 4         | 10        | 10        | 5 de junho de 2020    |

### 1.ª Temporada (2017)
Baseado no livro best-seller de Jay Asher, 13 Reasons Why segue o adolescente Clay Jensen quando ele volta para casa da escola para encontrar uma caixa misteriosa com seu nome em sua varanda. Lá dentro, ele descobre fitas cassete gravadas por Hannah Baker – sua colega de classe e paixão – que tragicamente cometeu suicídio duas semanas antes. A temporada foi lançada na Netflix em 31 de março de 2017, recebendo críticas positivas da crítica e do público. 13 Reasons Why tece uma história intrincada e comovente da vida adolescente que afetará profundamente os espectadores.

### 2.ª Temporada (2018)
13 Reasons Why foi renovada pela Netflix em 7 de maio de 2017 e lançada em 18 de maio de 2018, juntamente com um segundo especial 13 Reasons Why: Beyond the Reasons.
A temporada começa cinco meses depois que Hannah Baker cometeu suicídio e onde a primeira temporada terminou. Hannah Baker ainda tem um papel importante nesta temporada através da cabeça de Clay, onde mergulha mais fundo no passado de Hannah. No entanto, Hannah não narra mais a série. As testemunhas no julgamento de Andrew e Olivia Baker contra a Liberty High School guiam a narrativa de cada episódio.

### 3.ª Temporada (2019)
Em 6 de junho de 2018, a série foi renovada para uma terceira temporada, programada para ser lançada em 2019.
No dia 01 de agosto a Netflix divulgou um trailer misterioso envolvendo os personagens, juntamente com um anúncio de que os episódios seriam disponibilizados na plataforma no dia 23 de agosto, informando ainda que haverá um quarto ano para a série, com previsão de lançamento para 2020.

### 4.ª Temporada (2020)
Em 1 de agosto de 2019, foi anunciado que a série havia sido renovada para uma quarta e última temporada. Em 5 de junho de 2020, a série lançou sua quarta temporada, encerrando assim, a franquia da série.

## Dublagem
| Personagem                     | Ator/Atriz | Dublador(a) |
| Elenco Principal               | Elenco Principal | Elenco Principal |
| ------------------------------ | --- | --- |
| Clay Jensen                    | Dylan Minnette | Ítalo Luiz |
| Hannah Baker                   | Katherine Langford | Fernanda Bullara |
| Antonio "Tony" Padilla         | Christian Navarro | Yuri Chesman |
| Jessica Davis                  | Alisha Boe | Michelle Giudice |
| Justin Foley                   | Brandon Flynn | Márcio Vaz |
| Bryce Walker                   | Justin Prentice | Lucas Gama |
| Alexander Dean "Alex" Standall | Miles Heizer | Matheus Ferreira |
| Zachary Ian "Zach" Dempsey     | Ross Butler | Raphael Ferreira |
| Tyler Down                     | Devin Druid | Bruno Porto |
| Amorowat Anysia "Ani" Achola   | Grace Saif | Tatiane Keplmair |
| Andy Baker                     | Brian d'Arcy James | Cassiano Ávila |
| Olivia Baker                   | Kate Walsh | Karen Ramalho |
| Lainie Jensen                  | Amy Hargreaves | Amazyles de Almeida |
| Kevin Porter                   | Derek Luke | Fernando Prata |
| Elenco Secundário              | | |
| Sr. Jensen                     | Josh Hamilton | Ricardo Fábio |
| Sta. Bradley                   | Keiko Agena | Teca Pinkovai |
| Diretor Gary Bolan             | Steven Weber | Faduli Costa |
| Dennis Vasquez                 | Wilson Cruz | Mauro Eduardo Lima |
| Sonya Struh                    | Allison Miller | Patricia Souza |
| Caleb                          | RJ Brown | Dado Monteiro |
| Estudantes da Liberty          | | |
| Sheri Holland                  | Ajiona Alexus | Carol Sodré |
| Courtney Crimsen               | Michelle Selene Ang | Mariana Evangelista |
| Skye Miller                    | Sosie Bacon | Kandy Kathy Ricci |
| Marcus Cooley                  | Steven Silver | Vinicius Fagundes |
| Ryan Shaver                    | Tommy Dorfman | Robson Kumode |
| Jeffrey "Jeff" Atkins          | Brandon Larracuente | Daniel Figueira |
| Montgomery de la Cruz          | Timothy Granaderos | Enrico Espada |
| Chlöe Rice                     | Anne Winters | Lia Mello |
| Scott Reed                     | Brandon Butler | Caio Santos |
| Scott Reed                     | Brandon Butler | Cléber Martins |
| Cyrus                          | Bryce Cass | Gabriel Martins |
| Nina Jones                     | Samantha Logan | Luciana Baroli |
| Créditos da Dublagem           | | |
| Estúdio de Dublagem            | Centauro Comunicaciones (1ª e 2ª temporada)/ UniDub (3ª e 4ª temporada)                                                                                  | Centauro Comunicaciones (1ª e 2ª temporada)/ UniDub (3ª e 4ª temporada)                                                                                  |
| Tradução                       | Dilma Machado e Lígia Ribeiro (1ª temporada)/ Danilo Battistini (2.01-2.11)/ Raquel Zen (2.12)/ Gaby Basaglia Nunes (2.13)/ Dilma Machado (3ª temporada) | Dilma Machado e Lígia Ribeiro (1ª temporada)/ Danilo Battistini (2.01-2.11)/ Raquel Zen (2.12)/ Gaby Basaglia Nunes (2.13)/ Dilma Machado (3ª temporada) |
| Direção de Dublagem            | Alessandra Araújo e Pedro Alcântara (3ª temporada)/ Marco Aurélio Campos (4ª temporada)                                                                  | Alessandra Araújo e Pedro Alcântara (3ª temporada)/ Marco Aurélio Campos (4ª temporada)                                                                  |
| Produção de Dublagem           | BTI Studios/ Iyuno Media Group (4ª temporada | BTI Studios/ Iyuno Media Group (4ª temporada |

## Produção
Em 8 de fevereiro de 2011, a Universal Studios comprou os direitos autoriais do livro, com Selena Gomez escalada para interpretar o papel principal de Hannah Baker. Em 29 de outubro de 2015, foi anunciado que a Netflix faria uma adaptação do livro para a televisão, com Selena Gomez servindo como produtora executiva. Tom McCarthy foi contratado para dirigir os dois primeiros episódios. A série é produzida pela Anonymous Content e pela Paramount Television, com Selena Gomez, Tom McCarthy, Joy Gorman, Michael Sugar, Steve Golin, Mandy Teefey e Kristel Laiblin como produtores executivos.
As filmagens da série aconteceram nas cidades do norte da Califórnia, Vallejo, Benicia, San Rafael, Crockett e Sebastopol durante o verão de 2016. A primeira temporada e um episódio especial foram lançados na Netflix em 31 de março de 2017.
Cães de terapia estavam presentes nas filmagens para a diversão dos atores, devido ao conteúdo intenso e emocional da série.

## Recepção

### Resposta da crítica
A primeira temporada recebeu críticas positivas de vários críticos, com muitos dos elogios da série sendo dirigidos ao elenco, ao trabalho da direção, à história, ao visual, às melhorias em relação ao seu material de origem, e à abordagem madura para assuntos obscuros e adultos.
No site agregador de arte Rotten Tomatoes, a série tem uma classificação de aprovação de 80%, com base em 50 críticas, com uma pontuação média de 7.2/10. O consenso crítico do site diz: "13 Reasons Why complementa seu material de origem mais vendido com um olhar emocionante em relação ao sofrimento adolescente cuja maturidade narrativa desmente seu meio YA". No Metacritic, a série tem uma pontuação de 76 de 100, com base em 16 críticas, indicando "críticas geralmente favoráveis".
Jesse Schedeen, do IGN, elogiou 13 Reasons Why, dando para a série uma avaliação de 9.2 de 10: "Incrível", afirmando que a série é "uma série muito poderosa e dura" e "está entre os melhores dramas de ensino médio do século XXI". Matthew Gilbert, do The Boston Globe, deu uma crítica brilhante para a série, dizendo que "o drama é sensível, consistentemente envolvente e, o mais importante, não nos faz nem mesmo piscar". Maureen Ryan, da revista Variety, afirma que a série "é, sem dúvida, sincera, mas também é, de muitos modos importantes, criativamente bem-sucedida" e a chamou de "simplesmente essencial para assistir". Leah Greenblatt, da Entertainment Weekly, deu uma pontuação de B+ para a primeira temporada, chamando a série de "um retrato sincero e autenticamente afetado do que é ser jovem, perdido e muito frágil para o mundo". Daniel Feinberg, do The Hollywood Reporter, também elogiou a série, chamando-a de "uma adaptação jovem-adulta honrosamente madura", e apontando as atuações, direção, relevância e maturidade como alguns dos pontos mais fortes da série.
As atuações do elenco, particularmente as de Katherine Langford como Hannah, e Dylan Minnette como Clay, foram frequentemente mencionadas e amplamente elogiadas em várias críticas. Jesse Schedeen, do IGN, elogiou o elenco, principalmente as atuações de Dylan Minnette e Katherine Langford, afirmando: "Langford brilha no papel principal... [e] encarna esse otimismo e essa profunda tristeza [de Hannah] também. O Clay de Minnette é, de esboço, um personagem muito mais estoico e reservado... e faz um bom trabalho no que, muitas vezes, é um papel difícil". Matthew Gilbert, do The Boston Globe, elogiou a química entre Katherine Langford e Dylan Minnette, dizendo que "assistir esses dois jovens atores juntos é puro prazer", enquanto Jesse Schedeen, do IGN, também concordou, dizendo que eles estão "melhor juntos, canalizando apenas o tipo certo de química quente e incomum, você esperaria de dois adolescentes que não podem admitir seus sentimentos um pelo outro". Daniel Feinberg, do The Hollywood Reporter, também elogia os dois atores: "A abertura dolorosa de Langford faz você criar raízes para um destino que você sabe que não é possível. O desempenho da atriz está cheio de alcance dinâmico, configurando-o contra a tarefa que é, muitas vezes, mais complicada de Minnette em diferenciar entre estados de espírito que, na maior parte do tempo, vão do desconfortável para o desespero sombrio de olhos vermelhos e de higiene".
Maureen Ryan, da revista Variety, também elogiou não somente os dois papéis principais, como também o elenco de atores, principalmente a atuação de Kate Walsh como a mãe de Hannah, a quem Maureen Ryan descreve como "o melhor trabalho da carreira". Menções positivas de vários críticos, como Maureen Ryan, Daniel Feinberg e Jesse Schedeen, também foram entregues ao elenco de atores (principalmente às atuações de Alisha Boe, Miles Heizer e Christian Navarro como Jessica, Alex e Tony). Liz Shannon Miller, da IndieWire, que gostou da série e lhe deu uma brilhante pontuação de B+, elogiou a diversidade racial, gênica e complexa de seu elenco de apoio adolescente.
Outro aspecto frequentemente mencionado em várias críticas foi a abordagem madura e emocional da série em relação ao assunto sombrio e adulto retratado na mesma. Isto foi positivamente comentado por críticos, como Liz Shannon Miller, da IndieWire, que deu uma crítica positiva para a primeira temporada, principalmente com suas menções de que "os limites adultos desta esta história tocam com honestidade e verdade", mas também afirma que isso torna a série difícil de assistir às vezes. Daniel Feinberg, do The Hollywood Reporter, também afirma que a série é muito difícil de assistir às vezes, enquanto Jesse Schedeen, do IGN, afirma que a série é "uma série, muitas vezes, deprimente e até mesmo desconfortável de assistir... uma experiência bastante emocionalmente drenante, principalmente no final da primeira temporada, quando as peças finalmente começam a se encaixar".
Vários críticos também elogiaram diversos aspectos da série. Daniel Feinberg elogiou os diretores da série, dizendo: "Uma galeria de diretores da Sundance, incluindo Tom McCarthy, Gregg Araki e Carl Franklin, mantém as atuações fundamentadas e os extremos longe de se sentirem explorados", enquanto Matthew Gilbert, do The Boston Globe, elogia a narrativa: "As técnicas de narrativa são poderosas... [já que ela] se baseia no mundo estabelecido em um momento passado, enquanto encontramos continuamente novas facetas da vida de Hannah e novos personagens. A história de fundo da série continua cada vez mais profunda e rica.
Por outro lado, a série também recebeu críticas em relação à representação da angústia adolescente. Mike Hale, do The New York Times, escreveu uma crítica, dizendo: "A série não deixa o progresso descendente [de Hannah] convincente. Muitas vezes, isso parece artificial, como um anúncio de serviço público super longo". Ele também criticou o dispositivo de enredo de que Clay ouvia as fitas uma por uma, em vez de ouvir tudo de uma vez só como os outros fizeram, o que Mike Hale dizia ser inacreditável: "Não faz sentido nenhum um dispositivo de enredo onde os antagonistas de Clay dizem para ele ouvir logo o resto das fitas".
Escrevendo para o The Guardian, Rebecca Nicholson elogiou alguns aspectos da série, incluindo as atuações de Dylan Minnette e Kate Walsh, mas ficou preocupada com grande parte do enredo, dizendo: "Um enredo que indica que o amor de um doce garoto pode ter resolvido tudo isso resultou em um sentimento de incômodo que ficou me perseguindo". Rebecca Nicholson ficou céptica de que a série consegue atrair telespectadores mais velhos, diferente de outras séries que se passam no ensino médio, como Freaks and Geeks e My So-Called Life: "A série não tem a perspicácia de crossover de suas antepassadas... Está muito preocupada em transmitir a mensagem de que um comportamento terrível pode ter consequências horríveis para lidar com qualquer sutileza ou sombras de sentimento. É, em grande parte, uma nota – e essa nota é horrível. 'Tem que melhorar', implora um estudante no final, mas, dado seu final tão aberto, uma aparente configuração de uma segunda temporada, não parece que há muitas hipóteses de que isso aconteça".
O crítico de televisão do The Washington Post, Hank Stuever, escreveu uma crítica negativa, achando 13 Reasons Why "inventado" e implausível: "Há 13 episódios na primeira temporada, que resultaram em 13 horas super sombrias – um esforço passivo-agressivo, implausivelmente sinuoso, mal escrito e estranhamente atuado, principalmente em relação à falta de comunicação, não entregando mais sabedoria ou visão sobre a depressão, o bullying e o suicídio do que um dos velhos Afterschool Specials, da ABC, que as pessoas agora zombam por ser tão tolo". Ele também escreveu que achou as fitas suicidas de Hannah "um exemplo prolongado da adolescente que fantasia como todos reagirão quando ela tiver morrido. A história... me parece tão notável, mesmo que, perigosamente, ingênua em sua compreensão de suicídio, até que inclui uma horrível e penúltima cena de Hannah abrindo seus pulsos em uma banheira".
David Wiegand, do San Francisco Chronicle, deu uma crítica morna para a série, dizendo que a série era atormentada por inconsistências de caráter, principalmente Hannah. Ele elogiou o "desempenho impressionante" de Katherine Langford, mas disse: "Há momentos em que simplesmente não acreditamos nos personagens, quando o que eles fazem ou dizem não é consistente com quem nos fizeram acreditar ser... Às vezes, [Hannah] é auto-possuída e indiferente, na melhor das hipóteses, em relação ao comportamento dos estudantes populares. Em outras ocasiões, no entanto, pequenas desconsiderações que passam despercebidas parecem levá-la em direção a um colapso emocional. Sem dúvidas, os adolescentes passam por um constante giro de emoções conflitantes, mas o roteiro empurra os limites da credibilidade aqui e ali". Ele disse que, em geral, a série funcionou: "A estrutura é fantasmagórica e os personagens são inconsistentes, mas ainda existem pelo menos 13 Reasons Why da série ser digna".
A série também foi elogiada por ensinar como os adolescentes podem ter problemas na vida real e como o ocultamento emocional pode levar alguém a se suicidar. Algumas pessoas adoraram e amaram Hannah, mas exemplos e momentos de dor e tristeza a levaram ao suicídio. Hannah foi tratada de forma diferente pelas pessoas ao seu redor e passou por experiências de bullying e estupro.
Uma prova de que a série ganhou os holofotes e a crítica se deu pela indicação de Katherine Langford ao Globo de Ouro 2018 na categoria Melhor Atriz em Série Dramática. A atriz agradeceu à HFPA e recebeu elogios dos fãs e da produtora da série, Selena Gomez.

### Impacto social
A série gerou controvérsia em relação à sua representação de suicídio e auto-mutilação, fazendo com que a Netflix adicionasse grandes avisos antes do primeiro episódio. Alguns psicólogos escolares e educadores alarmaram sobre a série. O superintendente das escolas de Palm Beach County, na Flórida, Estados Unidos, teria dito para alguns pais que suas escolas haviam tido um aumento nos comportamentos suicidas e de auto-mutilações dos estudantes, e que alguns destes estudantes "associaram seus comportamentos de risco à série da Netflix, 13 Reasons Why".
O serviço australiano de saúde mental para jovens de 12 à 25 anos, o Headspace, emitiu um aviso no final de abril de 2017 em relação ao conteúdo gráfico apresentado na série devido ao aumento do número de ligações para o serviço após o lançamento da série no país.
Em resposta à natureza violenta da série e à alta taxa de suicídio de adolescentes na Nova Zelândia, que foi a maior entre os 34 países da OECD entre 2009 e 2012, o Office of Film & Literature Classification do país criou uma nova classificação, "RP18", permitindo que pessoas com idade igual ou superior a 18 anos assistam à série sozinhas, e as com idade inferior a 18 anos assistam com a supervisão de um pai ou responsável.
Publicado em 2019, um estudo feito pelo Instituto Nacional de Saúde Mental concluiu que a série esteve associada ao crescimento de 28% da taxa de suicídio entre crianças e adolescentes nos Estados Unidos em abril de 2017, um mês após a estreia. Segundo a pesquisa, a análise feita demonstrou que aumento de suicídio entre jovens de 10 a 17 anos aconteceram nos meses de abril, junho e dezembro de 2017, contrapondo os índices anteriores.

## Prêmios e indicações
| Ano  | Prêmio                            | Categoria                                      | Nomeado(s)                         | Resultado | Ref.   |
| ---- | --------------------------------- | ---------------------------------------------- | ---------------------------------- | --------- | ------ |
| 2017 | Gold Derby Awards                 | Artista Revelação do Ano                       | Katherine Langford                 | Indicado  | [ 59 ] |
| 2018 | Golden Globe Awards               | Melhor Atriz em Série Dramática                | Katherine Langford                 | Indicado  | [ 60 ] |
| 2018 | Guild of Music Supervisors Awards | Melhor Supervisão de Música em Série Dramática | Season Kent                        | Venceu    | [ 61 ] |
| 2018 | MTV Movie & TV Awards             | Show do Ano                                    | 13 Reasons Why                     | Indicado  | [ 62 ] |
| 2018 | MTV Movie & TV Awards             | Melhor Ator em um Show                         | Katherine Langford                 | Indicado  | [ 62 ] |
| 2018 | NAACP Image Awards                | Direção em Série Drama                         | Carl Franklin por "Tape 5, Side B" | Venceu    | [ 63 ] |
| 2018 | Satellite Awards                  | Melhor Atriz em Série de Drama                 | Katherine Langford                 | Indicado  | [ 64 ] |
| 2018 | Satellite Awards                  | Melhor Série de Drama                          | 13 Reasons Why                     | Indicado  | [ 64 ] |